# Cattleya tenebrosa
Cattleya tenebrosa (Rolfe) A.A.Chadwick, 2006  è una pianta della famiglia delle Orchidacee endemica del Brasile.

## Descrizione
È un'orchidea epifita con pseudobulbi a forma di clava che portano all'apice un'unica foglia coriacea, da oblungo-ovata a ligulata, con apice arrotondato. 
La fioritura avviene da giugno ad agosto con un'infiorescenza racemosa, lunga 30 centimetri, dotata di guaina basale che porta da tre a quattro fiori. Questi sono di breve durata, grandi anche 16 centimetri e di colori variabili, ma caratteristicamente prevalgono tinte scure .

## Distribuzione e habitat
La specie è originaria del Brasile dove cresce epifita.

## Sinonimi
Laelia grandis var. tenebrosa Rolfe, 1891

Laelia tenebrosa (Rolfe) Rolfe, 1893

Sophronitis tenebrosa (Rolfe) Van den Berg & M.W.Chase, 2000

Hadrolaelia tenebrosa (Rolfe) Chiron & V.P.Castro, 2002

Brasilaelia tenebrosa (Rolfe) Campacci, 2006

Chironiella tenebrosa (Rolfe) Braem, 2006

Laelia tenebrosa var. pittiana O'Brien, 1894

## Coltivazione
Questa pianta si coltiva con esposizione a mezz'ombra, con acqua abbondante e temperatura calda durante la fioritura, riducendo acqua e temperatura durante la fase di riposo.